# 穴山信友
穴山 信友（あなやま のぶとも）は、戦国時代の武将。甲斐武田氏の家臣で御一門衆。

## 信友の生涯と領国支配
穴山氏は甲斐国南部の河内地方の国人。戦国期に甲斐では守護・武田氏の家中で内訌が発生し、甲斐国内の有力国衆や駿河国今川氏や相模国後北条氏など対外勢力との関係が相関して乱国状態となっていた。武田宗家では永正4年（1513年）に守護・武田信縄が死去し信縄の嫡男・信直（信虎）が家督を継ぐと、信虎の叔父・油川信恵との間で抗争が再発する。穴山氏は当主・穴山信懸が今川氏に帰属して信縄と敵対していたが、信虎期には和睦し武田宗家の外戚として良好な関係を築いていたと考えられている。
一方で、穴山家中においては武田宗家と敵対的な駿河今川氏への帰属を望む反信懸派が存在したといわれ、永正10年（1513年）に信懸は実子清五郎により暗殺されている。信友は永正3年頃に出生したと考えられているが、父・穴山信風は信懸死後に家督を継ぎ、享禄4年（1531年）3月12日（4月12日とも）には死去している。同年には信虎と甲斐国衆・信濃国諏訪氏との抗争が活発化しており、信風の命日にあたる3月12日には西郡河原部（韮崎市）において今井氏・栗原氏・飯富氏・諏訪氏らの連合軍を信虎が撃破した河原部合戦が起きている。信風は系図類においても錯綜があり、信友・信君親子から供養を受けている形跡が見られず、河原部合戦と命日が同日であることからこの時期に穴山氏は反武田方であった可能性も考えられている（平山 2011）。
その後、信虎は甲斐統一を達成し、信友は信懸死後に家督を継ぎ穴山氏も武田宗家に帰属した。武田宗家と今川氏の敵対は天文4年（1535年）に激化し、6月19日には河内領の万沢郷において両軍の合戦が起きている。翌天文5年には今川家で当主・氏輝死後に家督争いが発生し（花倉の乱）、義元が新たな当主となる。義元期に今川氏は武田氏と和睦し、同盟関係を結ぶ（甲駿同盟）。同年には婚姻同盟が開始され、今川氏が仲介し信虎の嫡男・晴信（信玄）正室に京都三条家から三条夫人が迎えられ、さらに翌天文6年（1537年）には信虎娘が義元室として嫁いでいる。
いずれの婚姻も輿入れに際しては河内領を通過しており、穴山氏は婚姻の仲介を行っていたと考えられている。信友自身も、嫡男・信君の出生時期から同時期に信虎娘の南松院殿を室に迎えていると考えられており、信友は武田家中における御一門衆として、武田宗家との関係が強化された。
天文10年（1541年）には晴信による信虎追放が行われ、信虎は河内領を経て駿河今川氏の許へ引き渡されている。信虎追放により家督を相続した晴信は信濃侵攻を開始するが、信友は信濃侵攻において天文14年（1545年）に信濃守護・小笠原長時と連合した伊那郡の藤沢頼親攻めに参加し、同年6月10日には小山田信有 (出羽守)、勝沼信友と共に頼親の弟・権次郎を人質として引き取っている（『高白斎記』『勝山記』）。なお、天文18年（1549年）9月に信友は藤沢頼親の弟・権次郎を晴信に出仕させており、藤沢氏は穴山氏を寄親としていた可能性も考えられている。
『甲陽軍鑑』において、このほか平沢（大門峠）合戦、海野平合戦、碓氷峠合戦、川中島の戦い、塩尻峠の戦いなどで活躍したとされているが、『甲陽軍鑑』では信濃侵攻においては晴信の弟・信繁が大将を務めたとし、信友は別働隊を率いる立場として記されている。文書・記録においては塩尻峠合戦、川中島の戦いを除いて信友の活動は確認されず、軍役における穴山衆の活動は乏しく、次代の信君期に顕著となる。
また、河内領では穴山氏の入部以前に南部氏が存在し、領域南部で甲駿国境に近い南部（南巨摩郡南部町）を本拠としていたが、天文16年（1547年）頃には河内領の伝統的中心地である南部から、領域北側の下山館（穴山氏館、同郡身延町）に本拠に移転し城下町を整備している。
信友は武田宗家従属後も今川氏との外交ルートを維持しており、天文16年（1547年）2月16日には義元と富士山本宮浅間大社に太刀を奉納し（「大宮司富士家文書」）、義元からは今川家に食客として滞在していた正親町三条実望の旧領である駿河山西稲葉荘を与えられており、武田・今川氏の婚姻を穴山氏が仲介したための給与であるとも考えられている。なお、同年9月には南松院の大般若経を修補している。
武田氏は信濃侵攻・越後国の長尾景虎（上杉謙信）との戦いに際して今川氏のみならず相模後北条氏を含めた甲相駿三国同盟を築いているが、三国の婚姻同盟の一環として天文21年（1552年）2月2日には駿府において晴信側近の駒井高白斎と共に義元息女と晴信の嫡男・武田義信との婚姻を仲介しており、同年11月27日には河内領を通じて義元息女の輿入れが行われ、義元息女は甲府の穴山氏館を経て躑躅ヶ崎館に入っている（『高白斎記』）。
信友の終見文書は永禄元年推定（1558年）6月2日付勝仙院宛書状で、同年末からは信君発給文書が見られることからこの頃には隠居したと見られ、隠居後は出家名の「幡龍斎」を称している。なお、永禄2年6月4日には三男・彦九郎が死去している。
信友は隠居後も今川氏との外交に携わっており、永禄3年（1560年）5月19日の桶狭間の戦いにおいて義元は討死し今川家では氏真に家督交代すると、信友は武田氏との同盟継続を確認している（『甲斐国志』）。同年12月16日に死去、享年55（「武田家過去帳」）。12月23日には氏真から嫡男・信君に弔問状が送られている（「楓軒文書纂」）。
墓所は南部町南部の円蔵院。円蔵院には信友の肖像画（「絹本著色穴山信友画像」）も所蔵されている。信友の肖像は永禄10年（1567年）の作で、信友七回忌・信友夫人の死去した年にあたる。美濃国岩村の大圓寺住職・希庵玄密による讃文がある。身延町下山の南松院には永禄9年（1566年）制作の信友夫人が所蔵されており、信友像と共通性が見られることから、同じ工房で制作されたとも考えられている。

## 信友期の領域支配と下山館
信友期には河内領の領域支配に関して40通の発給文書が残されており、穴山氏の河内支配に関しては信友期にはじめて文書が確認され、次代の信君期には点数が増加する。初見文書は天文3年（1534年）1月吉日に信友は福士郷の佐野将監に対して官途状を与え、地域の土豪を掌握していることが確認される（「佐野家文書」）。同年3月にも棟別諸役の免許を行っている。
また、戦国期甲斐国では金山経営が行われ、武田宗家でも黒川金山などの金山衆を掌握していることが確認されるが、信友期の河内領では北部早川流域の黒桂金山や保金山などの諸金山が存在し、代官の派遣や奉公を命じた文書が確認されており、金山のみならず木材の産出も行われている。
なお、戦後の戦国大名論においては地域国衆の存在が注目され、矢田俊文は穴山氏を守護武田氏から一定の自立的権力をもった戦国領主であったと評している。これに対して平山優は、穴山氏の領域支配文書の初出が武田宗家への帰属を強めた信友期からであることや、領域支配に関する文書があくまで宗家の支配秩序から逸脱していない点を指摘している。

## 人物
晴信期の武田氏では京都から公家を招き、当主晴信や晴信の弟・信廉などが学芸に親しみ、和歌会や連歌会が催された。晴信岳父で河内領と接する西郡国衆の大井信達や晴信傅役の板垣信方、晴信側近の駒井高白斎らが文人としても知られるが、穴山氏では信友が文芸にも親しみ、天文13年に冷泉為和が甲府を訪れた際には歌会の世話役を務めている（『為和卿集』）。
また、信友の人物的側面として酒好きが知られる。天文16年（1547年）3月には冷泉為和との酒席において泥酔し、為和に不快感を与えている。これに信友は深く反省してしばらく断酒を行っている。4月4日に信玄が信友の屋敷を訪れた際には、信友の願いによって為和を同道させている。
天文18年（1549年）8月には今川義元が仲介役となって信濃の村上義清との和睦交渉が行われたが、信友の泥酔により交渉が頓挫してしまった。